# علی اشرف صندوق آبادی
علی اشرف صندوق آبادی (زادهٔ ۱۳۳۹ خورشیدی، در ایلام) هنرمند خوش‌نویس ایرانی است.

## پیشینه
وی هنر خوشنویسی را زیر نظر استادان برجسته خوشنویسی ایران نظیر عبدالله جواری، غلامحسین امیرخانی و یدالله کابلی خوانساری فرا گرفته‌است.
صندوق آبادی دارای تحصیلات فوق لیسانس مدیریت بوده و ضمن داشتن گواهی نامه استادی انجمن خوشنویسان ایران، دکتری تخصصی درجه یک هنر را نیز داراست.
نایب رئیسی انجمن خوشنویسان ایران، عضویت در شورای عالی این انجمن، بازرس شورای عالی خانه هنرمندان ایران، مؤسس و مدیر انجمن خوشنویسان ایلام، داوری جشنواره‌های مختلف بین‌المللی، ملی و منطقه ای از جمله سوابق وی است.

## نشان‌ها
- کسب ۱۷ رتبه برگزیده در جشنواره‌های ملی و بین‌المللی در رشته خوشنویسی شده‌است.
- چهره برتر هنر استان ایلام در سال‌های ۱۳۸۸ و ۱۳۹۰
- در سال ۱۳۹۸ و در مراسم اختتامیه بیست و ششمین جشنواره هنرهای تجسمی جوانان ایران از صندوق آبادی به عنوان چهره شاخص تجسمی استان ایلام تجلیل بعمل آمد
- دریافت نشان عالی هنرهای تجسمی ایران در اسفند سال ۱۴۰۰[۵]